# Cité internationale de la tapisserie

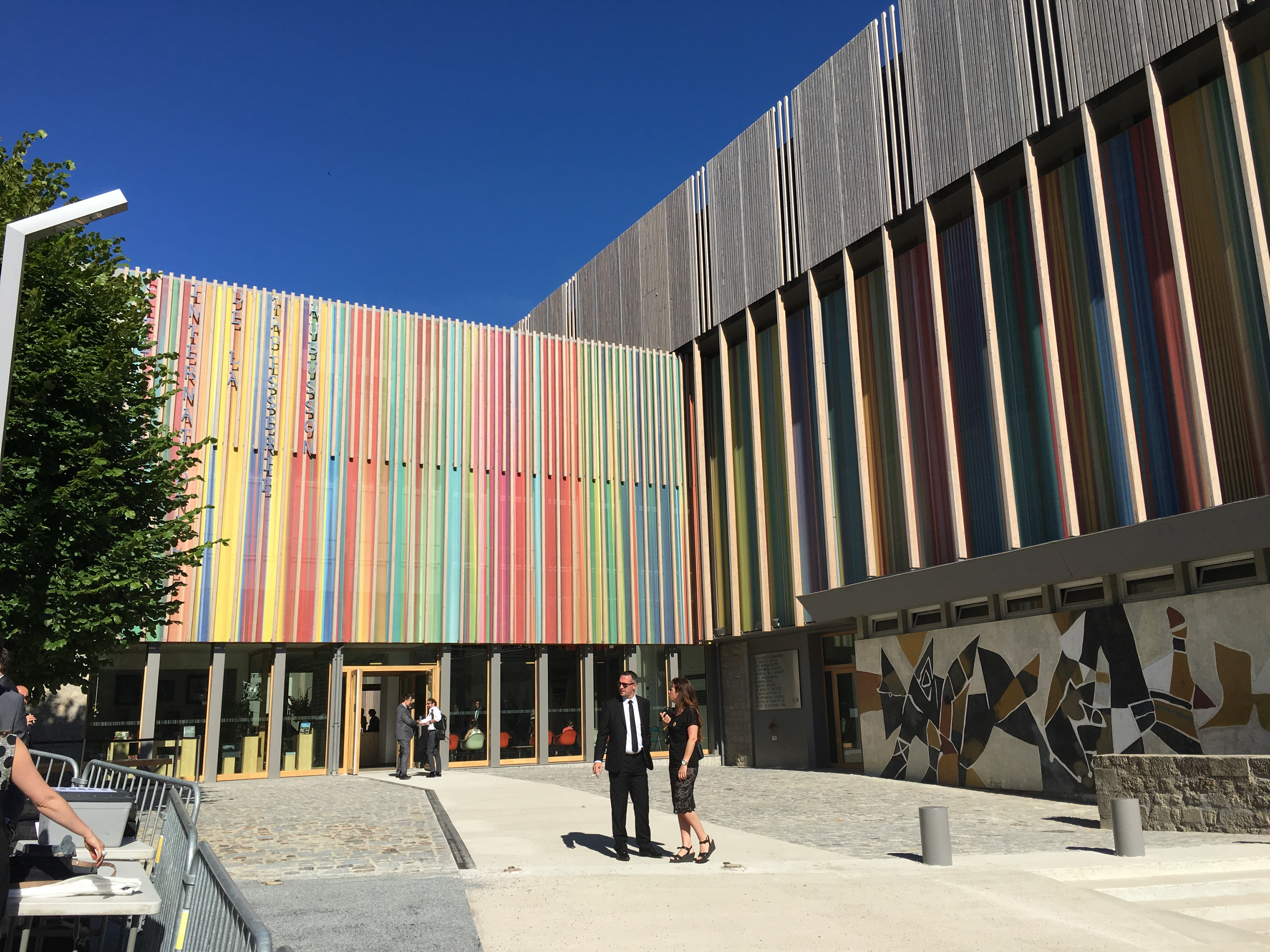
Cité internationale de la tapisserie.

Die am 10. Juli 2016 eröffnete Cité internationale de la tapisserie ist ein Museum in Aubusson, in das die Bestände des ehemaligen Musée départemental de la tapisserie d’Aubusson integriert wurden.

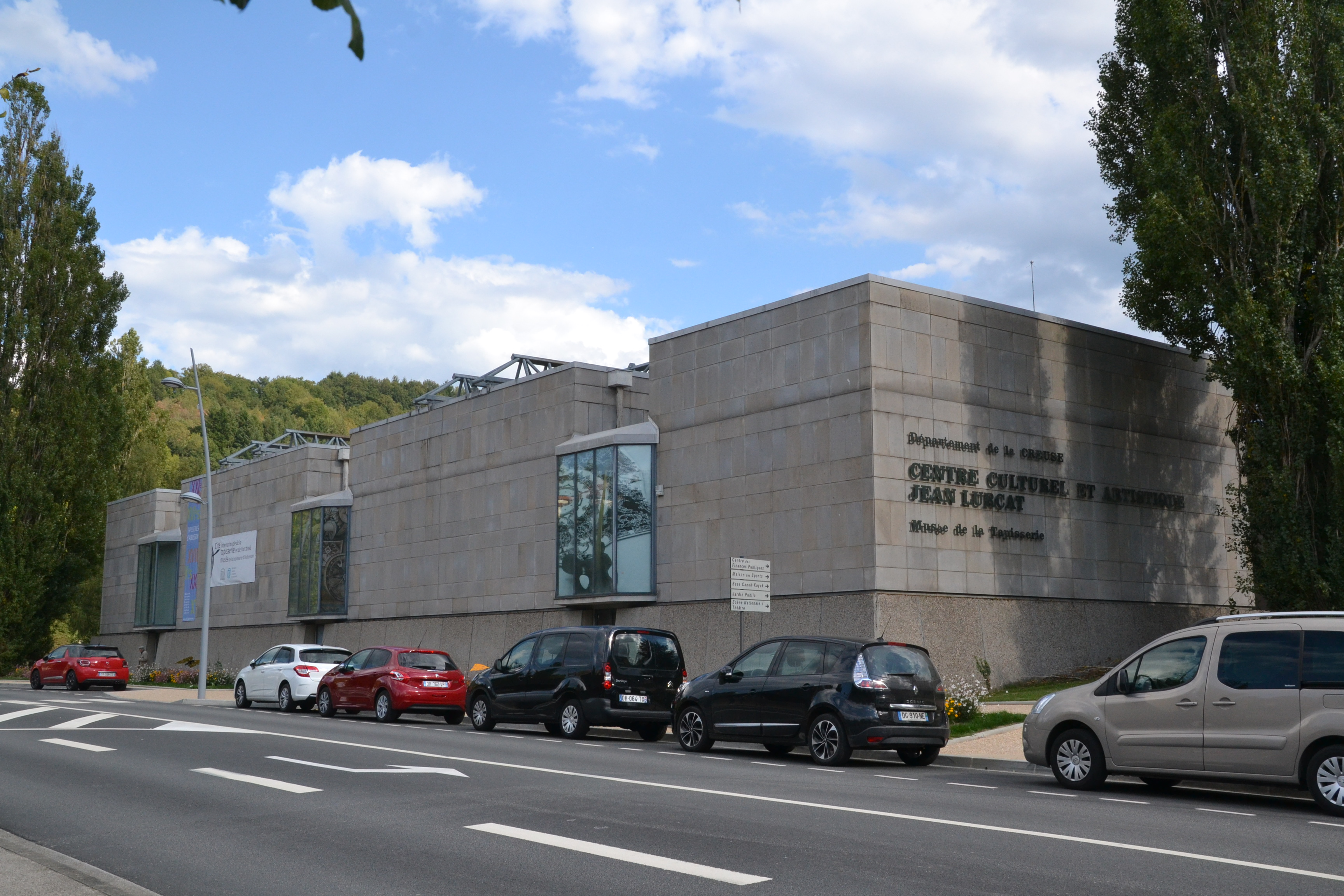
Centre culturel et artistique Jean Lurçat

Das Museum präsentiert die sechshundertjährige Geschichte der Tapisserie und die Sammlungen der Bild- und Wandteppiche von Aubusson und Felletin (Departement Creuse, Region Nouvelle-Aquitaine).
Margaret Gray (* 1963 New York) entwarf das farbige Muster für die Fassade des neuen Gebäudes der Cité internationale de la tapisserie in Aubusson. In der Zusammenstellung sind die Farben von den Wandteppichen von Aubusson inspiriert.

## Entstehung
Nachdem die UNESCO im Jahr 2009 die Tapisserie von Aubusson in die Liste des immateriellen Kulturerbes der Menschheit aufgenommen hatte und das Centre culturel et musée de la tapisserie Jean-Lurçat nicht über hinreichend Platz für die Präsentation der Sammlungen verfügte, wurde schließlich in den 1969 von Robert Danis neu errichteten Gebäuden der 1884 gegründeten École nationale d'art décoratif d'Aubusson (ENAD) die Cité internationale de la tapisserie errichtet. Das Gebäude wurde vom Architekturbüro Terreneuve (Paris) komplett renoviert.

## Ausstellung

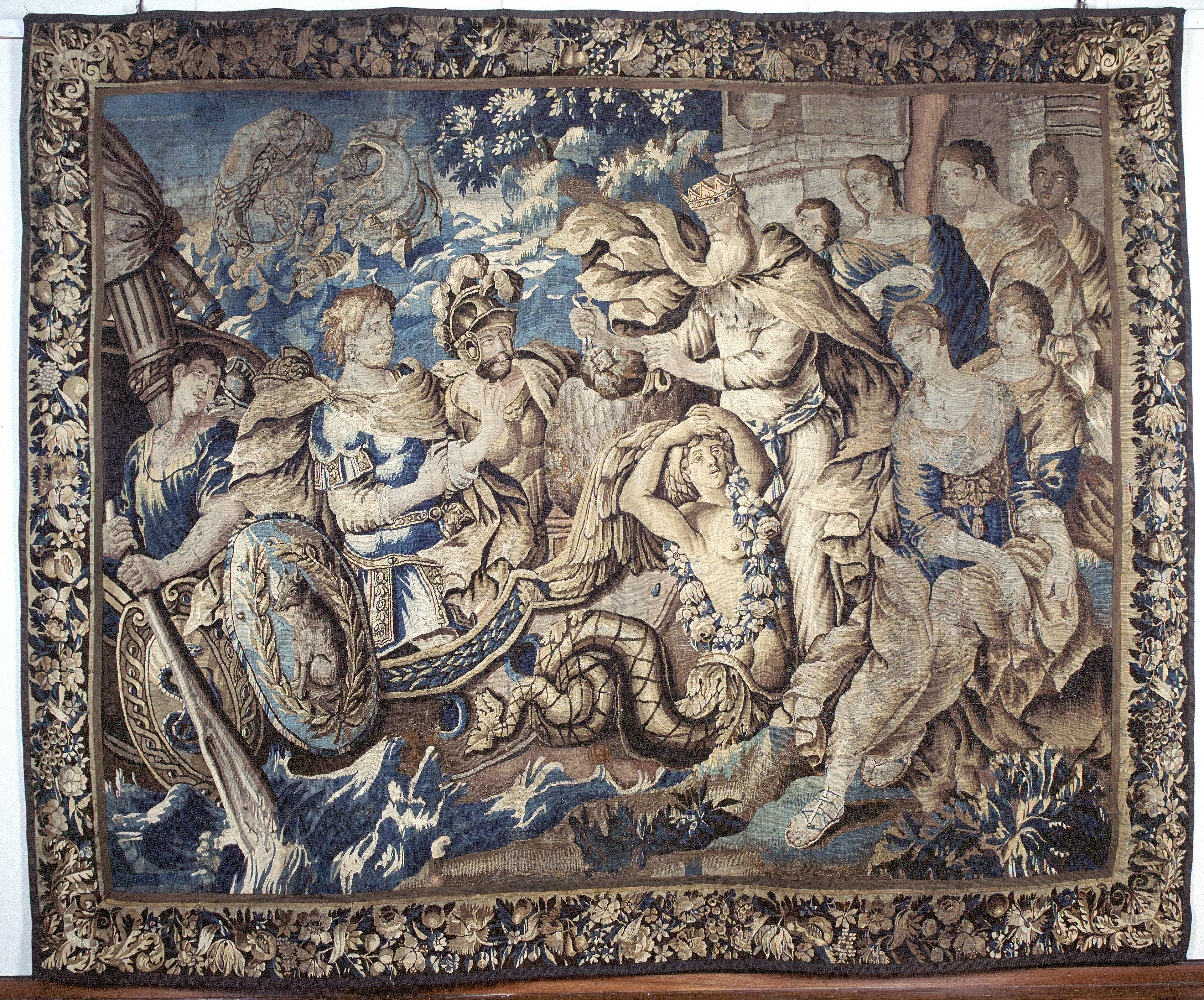

Das Museum bietet eine Ausstellungsfläche von 1200 m², ein Ausbildungszentrum für das Handwerk des Teppichwebens und eine Plattform für zeitgenössisches Design.

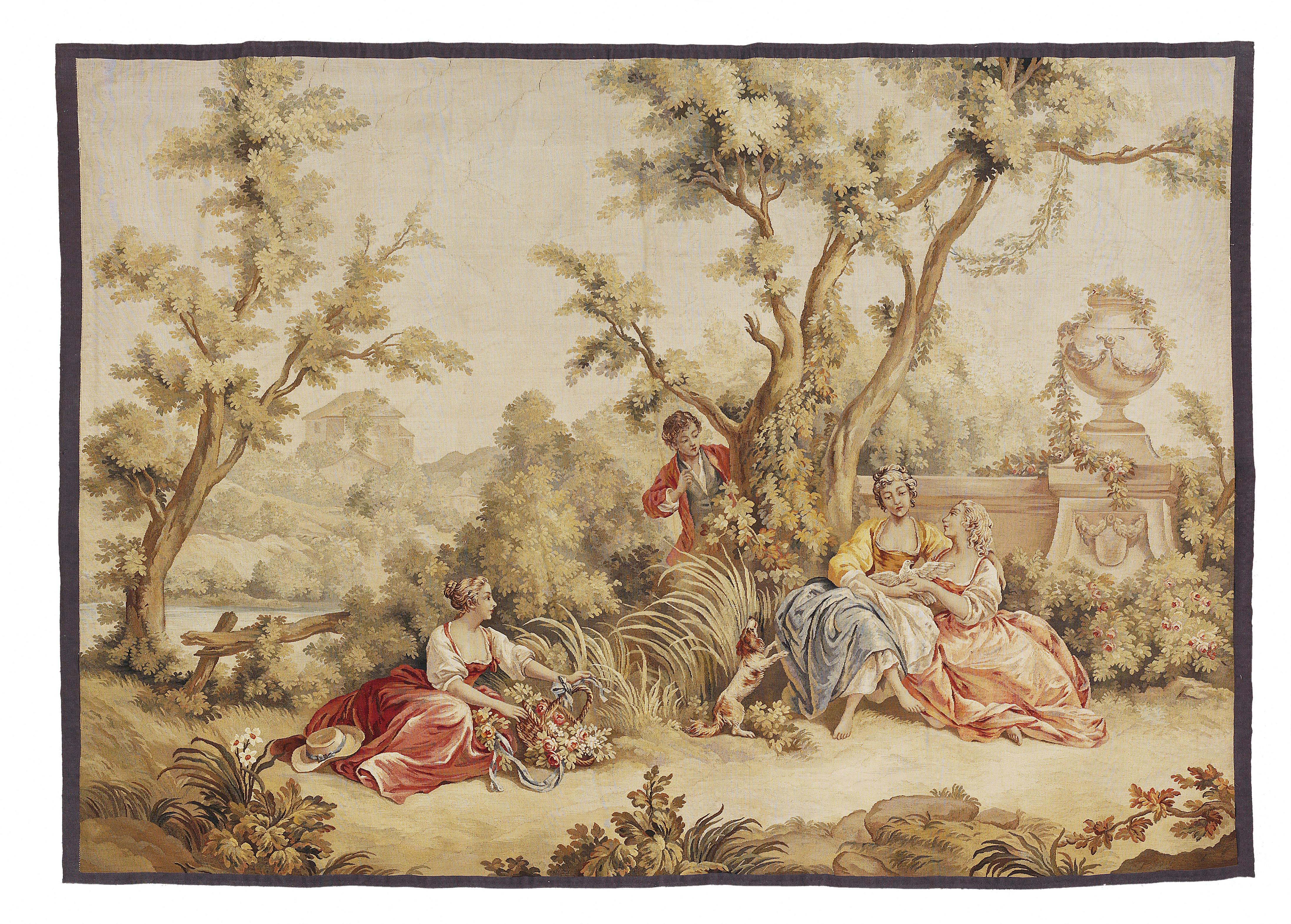

Die Bibliothek des Museums (Le Centre de ressources – Bibliothèque des Arts André Chandernagor) umfasst mehr als 16.000 Bücher und Tausende von Dokumentationsmappen über die Geschichte der Tapisserie, der Werkstätten, Handwerker und Künstler. Damit ist die Cité internationale de la tapisserie das größte Dokumentationszentrum für Tapisserie in Europa.
Der Ausstellungsrundgang der Cité internationale de la tapisserie gliedert sich in drei Themenbereiche: «Tapisseries du monde», «Les Mains d'Aubusson» und «La Nef des tentures».
- Der erste Saal, der den „Tapisserien der Welt“ gewidmet ist, thematisiert die Universalität der Tapisserie und zeigt, dass diese Webtechnik von allen Völkern der Welt zu einem bestimmten Zeitpunkt ihrer Geschichte verwendet wurde.
- Der zweite Saal mit dem Titel „Les Mains d'Aubusson“ (Die Hände von Aubusson) ist allen Fertigkeiten der Tapisserie gewidmet, von der Färberei über die Spinnerei bis zum Weben auf Flachwebstühlen. Die Besonderheit der Tapisserien von Aubusson liegt in ihrer Herstellung «à quatre mains» (mit vier Händen), die das Ergebnis der Zusammenarbeit eines kreativen Künstlers und eines handwerklichen Webers ist. Der Künstler gibt die künstlerische Absicht vor, der Weber interpretiert sie.
- Der Hauptteil der Ausstellung, „La Nef des tentures“ (Das Schiff der Tapisserien), präsentiert in einer 600 m² großen und 7 m hohen Galerie fast sechs Jahrhunderte der Tapisserieproduktion von Aubusson seit dem 15. Die Werke werden durch Trompe-l’œil-Dekorationen in ihren ursprünglichen Kontext zurückversetzt, beginnend mit den Millefleurs à la licorne, dem ältesten bisher bekannten Wandteppich aus der Marche.

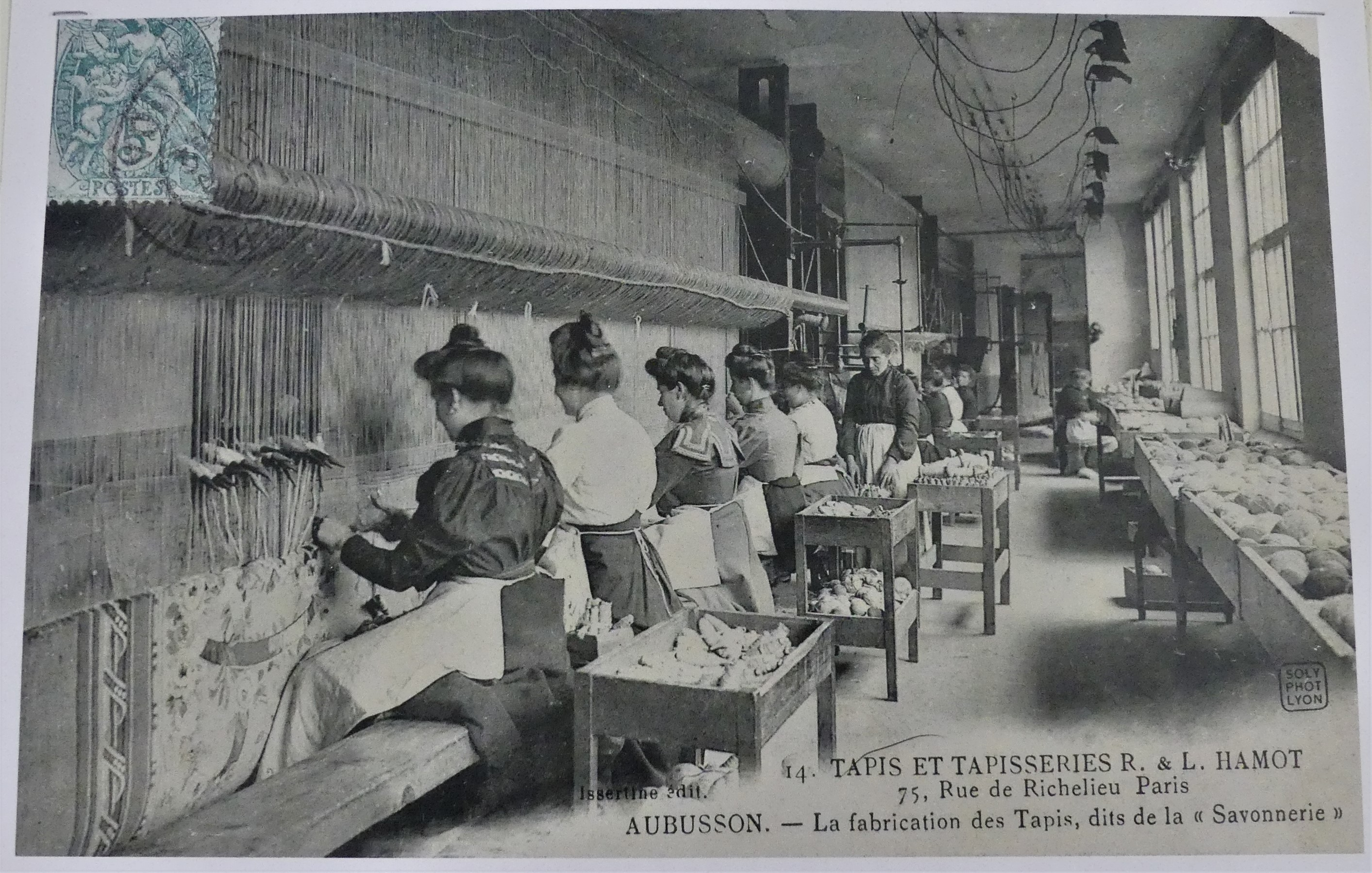

Das 16. Jahrhundert zeichnet sich durch den von Flandern inspirierten „Grünstich“ aus, die als „Kohlblatt“, „Großblatt“, oder „Umkehrblatt“ bezeichnet werden und von realen oder phantastischen Tieren bevölkert sind.
Das 17. Jahrhundert ist durch literarische und religiöse Themen vertreten: Dido und Aeneas, der Heilige Franz von Assisi, der Wandteppich von Renaud und Armide.

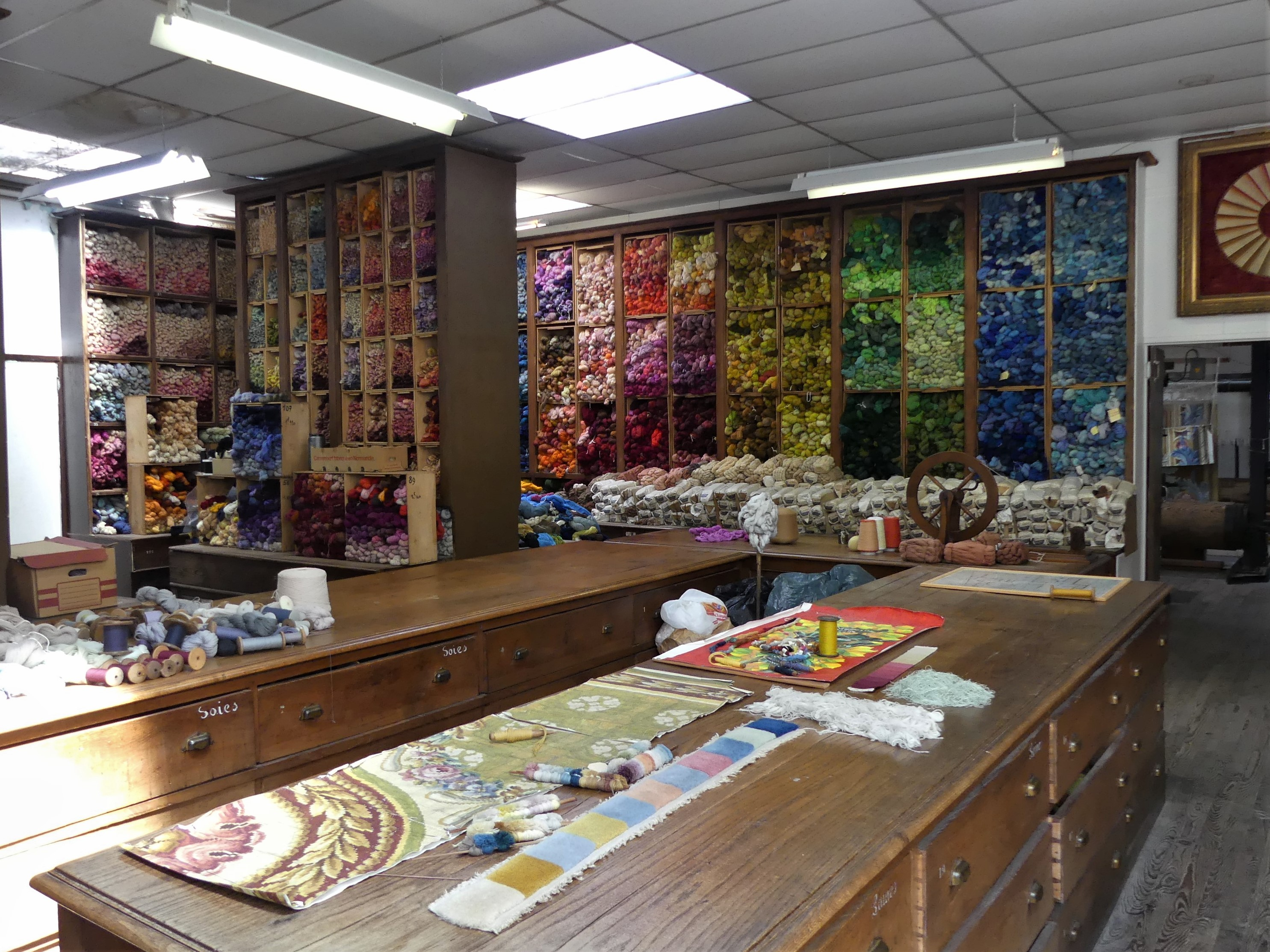

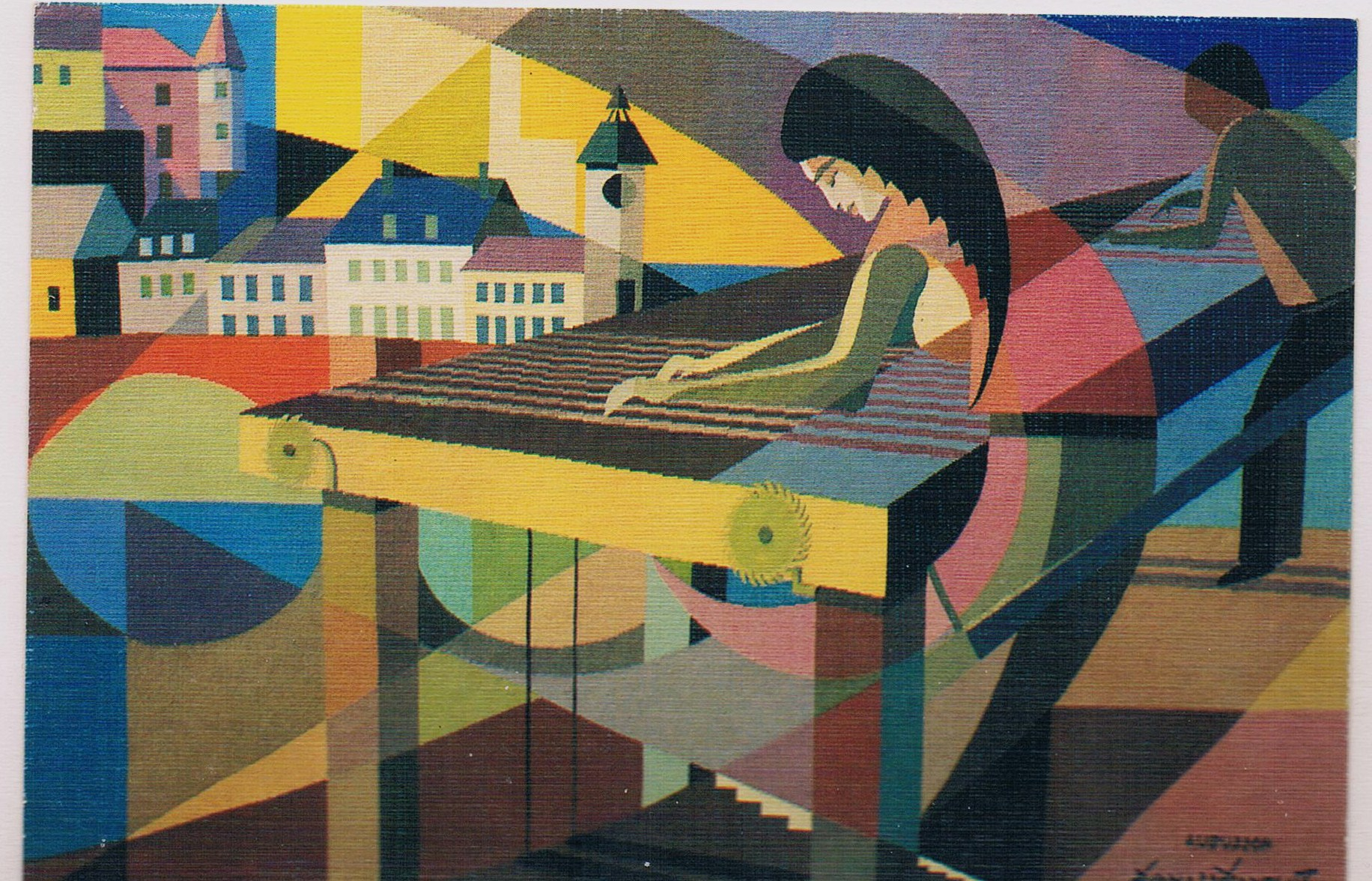

Das 18. Jahrhundert mit mythologischen oder profanen Themen (galante Szenen, ländliche Szenen, Chinoiserien) zu dekorativen Zwecken.
Im 19. Jahrhundert entstehen große Manufakturen, die an den Industrieausstellungen und später an den Weltausstellungen teilnehmen. Die Innendekoration diversifiziert sich in der Möbel- und Teppichweberei und folgt zahlreichen Stilen (Neoklassizismus, Neugotik, Orientalismus).
Das 20. Jahrhundert wird durch die beiden großen kreativen Strömungen veranschaulicht: zum einen durch die Tapisserien, welche nach direkt für die Tapisserie bestimmten Vorlagen von Kartonmalern wie Jean Lurçat entworfen wurden, und zum anderen durch die Tapisserien, die von Malern geschaffen wurden, welche die Werke großer Künstler des 20. Jahrhunderts adaptierten und dabei die Hilfe eines „metteur en laine“, eines Vermittlers, der die Anpassung des Werks an die Tapisserie ermöglichte, in Anspruch nahmen. Die Cité internationale de la tapisserie beherbergt den einzigen Wandteppich, der ein Werk von Man Ray reproduziert. Des Weiteren werden Werke von Le Corbusier, Georges Braque und weiteren Künstlern ausgestellt. Der Staat hat der Cité Wandteppiche aus dem Atelier der Lissier-Schüler der École nationale d'art décoratif d'Aubusson überlassen, die größtenteils nach Vorlagen der großen Meister des 20. Jahrhunderts angefertigt wurden.
Im 21. Jahrhundert wurden Projekte nach Illustrationen realisiert, darunter grafische Werke von J. R. R. Tolkien und Animationsfilme von Hayao Miyazaki:
- Im Jahr 2016 wurde zwischen der Cité internationale de la tapisserie und dem Tolkien Nachlass eine Vereinbarung unterzeichnet, welche die Herstellung einer exklusiven Serie von dreizehn Wandteppichen und einem Teppich innerhalb eines Zeitraums von vier Jahren in Aubusson vorsieht. Die Webarbeiten sollen nach den Originalgrafiken von J. R. R. Tolkien angefertigt werden, welche seine Werke illustrieren: „Die Briefe des Weihnachtsmanns“, „Das Silmarillion“, „Bilbo der Hobbit“ sowie „Der Herr der Ringe“.[4]
- Im Jahr 2021 beschließt die Cité internationale de la tapisserie, fünf monumentale Wandteppiche aus den Animationsfilmen des japanischen Regisseurs Hayao Miyazaki zu fertigen. Der erste zu webende Gobelin zeigt zwei der Figuren aus „Prinzessin Mononoke“ (1997), Ashitaka und seinen Hirsch Yakkuru, die im Dämmerlicht eines Waldes trinken.[5]